# Championnat de Bahreïn de football 2005-2006
Navigation
Saison précédente Saison suivante
La saison 2005-2006 du Championnat de Bahreïn de football est la cinquantième édition du championnat national de première division à Bahreïn. Les dix meilleures équipes du pays sont regroupées au sein d'une poule unique où elles s'affrontent deux fois, à domicile et à l'extérieur. En fin de saison, l'avant-dernier dispute le barrage de promotion-relégation tandis que le dernier est relégué en deuxième division. Pour la première fois depuis la saison 2000-2001, le championnat démarre à l'automne et s'achève au printemps.
C'est Al Muharraq Club qui remporte la compétition, après avoir terminé en tête du classement final, avec un seul point d'avance sur Al-Ahli Club et cinq sur le tenant du titre, Riffa Club. C'est le vingt-huitième titre de champion de Bahreïn de l'histoire du club.
Finalement, la fédération bahreïnie change d'avis à l'issue de la saison et décide d'élargir le championnat à 12 équipes : Bahrain Club, initialement relégué, est repêché, tout comme Manama Club, perdant du barrage de promotion-relégation.

## Les clubs participants
| - Al Muharraq Club - Riffa Club - East Riffa - Al Najma Club - Malkiya Club | - Al-Shabab Club - Busaiteen Club - Al-Ahli Club - Bahrain Club - Setra Club - Promu de D2 |

## Compétition

### Classement
Le classement est établi sur le barème de points classique (victoire à 3 points, match nul à 1, défaite à 0).
| Rang | Équipe           | Pts | J  | G  | N | P  | Bp | Bc | Diff |
| ---- | ---------------- | --- | -- | -- | - | -- | -- | -- | ---- |
| 1    | Al Muharraq Club | 38  | 18 | 11 | 5 | 2  | 29 | 17 | +12  |
| 2    | Al-Ahli Club     | 37  | 18 | 10 | 7 | 1  | 47 | 20 | +27  |
| 3    | Riffa ClubT      | 33  | 18 | 9  | 6 | 3  | 36 | 17 | +19  |
| 4    | Al Najma ClubC   | 25  | 18 | 7  | 4 | 7  | 29 | 28 | +1   |
| 5    | Setra ClubP      | 22  | 18 | 6  | 4 | 8  | 25 | 33 | -8   |
| 6    | Malkiya Club     | 20  | 18 | 5  | 5 | 8  | 27 | 23 | +4   |
| 7    | East Riffa       | 20  | 18 | 5  | 5 | 8  | 29 | 36 | -7   |
| 8    | Busaiteen Club   | 20  | 18 | 5  | 5 | 8  | 19 | 29 | -10  |
| 9    | Al-Shabab Club   | 18  | 18 | 5  | 3 | 10 | 21 | 39 | -18  |
| 10   | Bahrain Club     | 13  | 18 | 3  | 4 | 11 | 16 | 36 | -20  |

|  | Qualification pour la Coupe de l'AFC 2007 et la Coupe du golfe des clubs champions 2006-2007 |
|  | Qualification pour la Ligue des champions arabes de football 2006-2007                       |
|  | Qualification pour la Coupe du golfe des clubs champions 2006-2007                           |
|  | Participation au barrage de promotion-relégation                                             |
|  | Relégation en deuxième division                                                              |
|  | T : Tenant du titre C : Vainqueur de la Coupe du Bahreïn P : Promu de D2                     |

### Matchs

#### Barrage de promotion-relégation
L'avant-dernier du classement de première division, Al-Shabab Club, affronte le deuxième de seconde division, Manama Club en barrage de promotion-relégation. Manama Club perd le barrage et doit laisser sa place à son adversaire parmi l'élite.
| Équipe 1            | Résultat | Équipe 2         | Aller | Retour |
| ------------------- | -------- | ---------------- | ----- | ------ |
| Al-Shabab Club (D1) | 7 - 2    | (D2) Manama Club | 4 - 2 | 3 - 0  |

- À la suite de la modification du championnat par la fédération à l'issue du barrage, Manama Club est promu en première division.

## Bilan de la saison
| Championnat de Bahreïn de football 2005-2006                        |                              |
| Champion                                                            | Al Muharraq Club (28e titre) |
| Coupes et trophées                                                  |                              |
| Vainqueur de la Coupe de Bahreïn 2005-2006                          | Al Najma Club                |
| Qualifications continentales                                        |                              |
| Coupe de l'AFC 2007                                                 | Al Muharraq Club             |
| Coupe du golfe des clubs champions 2006-2007                        | Al Muharraq Club             |
| Coupe du golfe des clubs champions 2006-2007                        | Riffa Club                   |
| Ligue des champions arabes de football 2006-2007                    | Al-Ahli Club                 |
| Promotions et relégations                                           |                              |
| Promus en Bahraini Premier League                                   | Manama Club                  |
| Promus en Bahraini Premier League                                   | Al Hala SC                   |
| Relégués en Championnat de Bahreïn de football de deuxième division | Aucun                        |